# Dreilinieneule

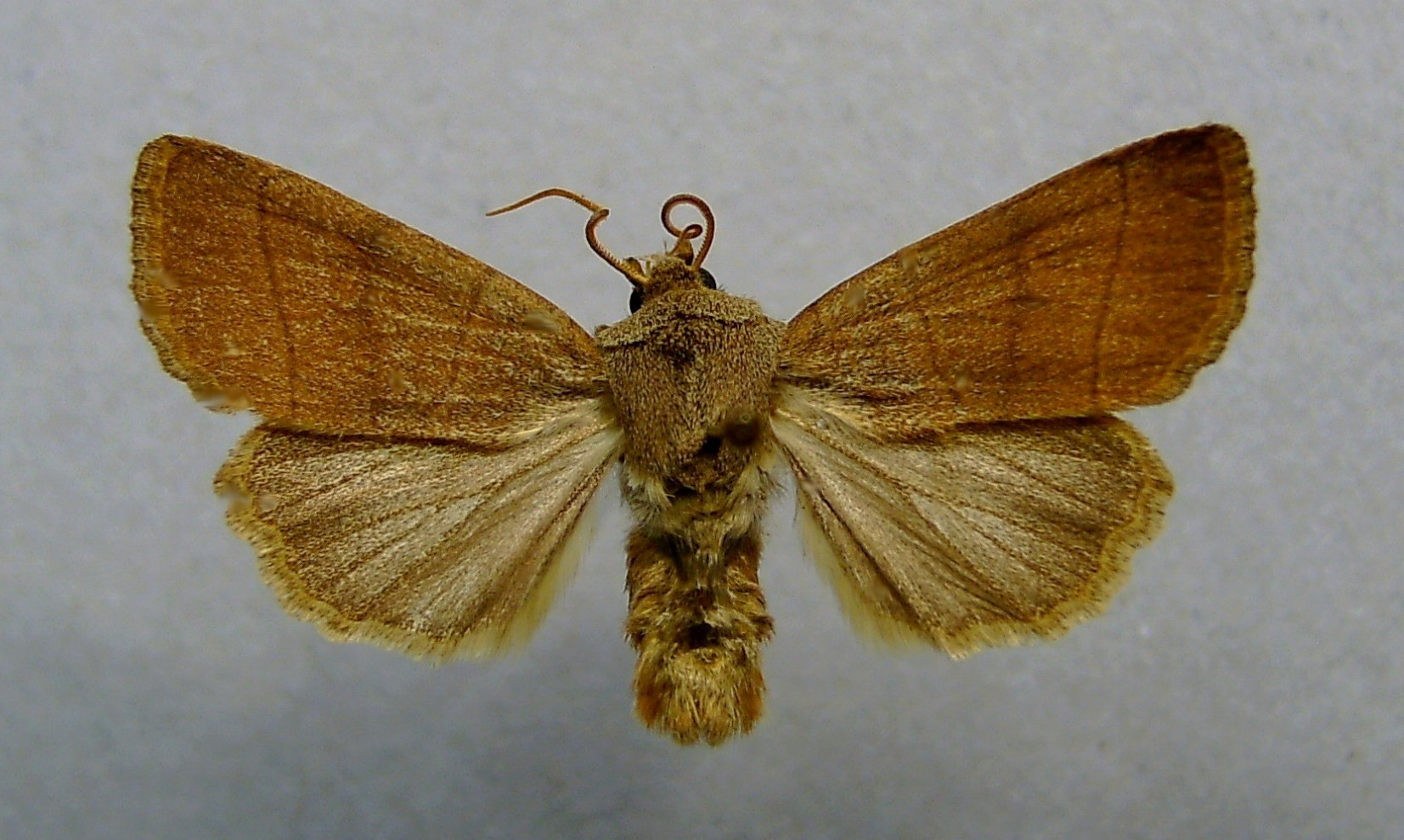
Präparat einer Rötlichbraunen Farbvariante der Dreilinieneule

Die Dreilinieneule (Charanyca trigrammica), auch Gelbe Waldgraseule genannt, ist ein Schmetterling (Nachtfalter) aus der Familie der Eulenfalter (Noctuidae).

## Merkmale

### Falter
Mit einer Flügelspannweite von 29 bis 38 Millimetern zählen die Falter zu den mittelgroßen Eulenfaltern. Die Vorderflügel haben eine von gelb über beige und  grau bis zu rötlich braun variierende Grundfarbe. Charakteristisch sind drei dunkle Querlinien, die nahezu gerade verlaufen. Zuweilen ist die mittlere Linie sehr undeutlich. Bei einzelnen Exemplaren können auch sämtliche Linien fehlen. Makel sind in der Regel nicht zu erkennen. Die Hinterflügel sind graubraun oder in der Farbe der Vorderflügel. Die Fühler der männlichen Falter sind gezähnt, diejenigen der Weibchen sind fadenförmig.

### Ei
Das kugelige Ei ist an der Basis stark abgeflacht und hat kräftige Rippen, von denen jedoch nur etwa die Hälfte den Pol erreicht. Es ist von gelblich weißer Farbe.

### Raupe
Die Raupe ist gedrungen, grau bis rötlich gefärbt, mit vielen Punktwarzen sowie einigen kurzen Haaren versehen und zeigt eine helle, unterbrochene Rückenlinie. Die Stigmen sind schwarz und weiß umrandet. Der Vorderteil verjüngt sich in Richtung des kleinen Kopfes.

## Geographische Verbreitung und Lebensraum
Die Dreilinieneule kommt in nahezu ganz Europa vor. Außerdem gibt es Vorkommen in Kleinasien und im Kaukasus.  Im Gebirge ist sie noch in Höhen von 1000 Metern zu finden.  Sie bevorzugt gebüschreiche Waldränder, Lichtungen, Kulturlandschaften und Halbtrockenrasenflächen, ist aber auch auf Nasswiesen zu finden.

## Lebensweise
Die Falter fliegen univoltin von Mai bis Juli. Sie sind dämmerungs- und nachtaktiv. Gelegentlich saugen sie an Blüten, beispielsweise an denjenigen von Schmetterlingsflieder (Buddleja davidii), Wiesensalbei (Salvia pratensis) oder Witwenblumen (Knautia). Sie besuchen auch künstliche Lichtquellen. Die Raupen leben am oder im Boden und sind meist mit kleinen Erdklumpen bedeckt, die an ihrer warzigen Struktur leicht haften. Sie ernähren sich bevorzugt von
Spitzwegerich (Plantago lanceolata), Breitwegerich (Plantago major), Mittlerem Wegerich (Plantago media), Ampfer (Rumex), Löwenzahn (Taraxacum), Taubnesseln (Lamium) und anderen niedrigen Pflanzen. Sie leben ab Juli, überwintern und verpuppen sich im April des folgenden Jahres.

## Gefährdung
Die Dreilinieneule kommt in Deutschland in allen Bundesländern vor und wird auf der Roten Liste gefährdeter Arten als nicht gefährdet eingestuft.